# Doprinos
 Ovo je glavno značenje pojma Doprinos. Za druga značenja pogledajte Doprinos (razdvojba).
Doprinosi su financijski instrument koji koristi neka država da bi osigurala novčana sredstva za neki javni rashod. Doprinosi su ustvari nameti, odnosno posebna vrsta poreza, koji se obično naplaćuju iz bruto plaće zaposlenih osoba. Predstavljaju dio poreznog tereta koji snosi radno aktivni sloj građana neke države. Zbog zakonskih okvira koje država stvara oko doprinosa, pravne osobe koje su dužne plaćati doprinos obično ne mogu izbjeći njegovo plaćanje ili ga zamijeniti s nekim drugim financijskim instrumentom, kao što je plaćanje posebnog osiguranja za istu namjenu.     
Najpoznatiji doprinos u zemljama zapada danas je doprinos za socijalno osiguranje.

## Uporaba i namjena
Doprinosi se razlikuju od zemlje do zemlje (neke države osiguravaju samo najnužniju socijalnu zaštitu za svoje zaposlene, dok je u drugim državama socijalna zaštita na zavidnoj visini).
U Republici Hrvatskoj trenutno se uz socijalno osiguranje plaćaju doprinosi za sljedeće :
- mirovinsko osiguranje
- invalidsko osiguranje
- zdravstveno osiguranje i zaštita